# Психогимнастика
Психогимнастика — разновидность групповой психотерапии, при которой главным средством коммуникации является двигательная экспрессия с помощью средств мимики, пантомимы. Психогимнастика состоит из подготовительных и пантомимических упражнений. Подготовительные упражнения проводятся с целью снятия напряжения, развития внимания, сокращение эмоциональной дистанции между членами группы, тренировка понимания невербального поведения людей и тренировка способности выражения своих чувств и мыслей с помощью невербального поведения.